# Nathan Wright (Schauspieler)
Nathan Wright (* im Vereinigten Königreich) ist ein britischer Schauspieler.

## Leben
Nathan Wright wuchs in Dudley (England) auf. Schon als Kind interessierte er sich für das Schauspielen und war in einigen Schultheaterstücken zu sehen. In Dudley trat er neben seinem Großvater in einem Amateurtheaterstück auf und wollte von nun an Schauspieler werden. Seine Schauspielausbildung absolvierte er auf der Arts Educational Schule in London. 2010 spielte Wright Hugh in der Fernsehserie Being Human. Im selben Jahr bekam er die Hauptrolle des Chris Reid in der Fernsehserie Doctors. Er verließ die Serie im Jahr 2014. Für die Rolle des Chris Reid bekam er zwei Nominierungen für den British Soap Award als sexiest male. 2015 spielte er Robert in der Fernsehserie The Musketeers.

## Filmografie (Auswahl)
- 2010: Being Human (Fernsehserie, 3 Episoden)
- 2010: The Adjustment (Kurzfilm)
- 2010–2014: Doctors (Fernsehserie, 186 Episoden)
- 2015: The Musketeers (Fernsehserie, 1 Episode)
- 2015: Code of a Killer (Fernsehserie, 1 Episode)

## Nominierungen
- 2013: British Soap Awards: Sexiest Male[5]
- 2014: British Soap Awards: Sexiest Male[6]